# Rawson Plateau
Rawson Plateau är en platå i Antarktis. Den ligger i Västantarktis. Nya Zeeland gör anspråk på området.